# Millerleon bellulus
Millerleon bellulus is een insect uit de familie van de mierenleeuwen (Myrmeleontidae), die tot de orde netvleugeligen (Neuroptera) behoort. 
Millerleon bellulus is voor het eerst wetenschappelijk beschreven door Banks in 1908.